# Josef Kohout
Josef Kohout (* 25. Jänner 1915 in Wien; † 15. März 1994 ebenda) war ein österreichischer KZ-Überlebender und als solcher Zeitzeuge der Verfolgung Homosexueller im Nationalsozialismus. Seine Erlebnisse im KZ Sachsenhausen und KZ Flossenbürg wurden von Hans Neumann unter dem oft auch Kohout zugeschriebenen Pseudonym Heinz Heger niedergeschrieben und 1972 veröffentlicht. Das Buch Die Männer mit dem Rosa Winkel war der erste umfassende Bericht über die Gefangenschaft in einem Konzentrationslager aus der Sicht eines schwulen Mannes und als solcher bedeutend für die Schwulenbewegung.

## Leben
Kohout wuchs in Wien auf, war gelernter Friseur und arbeitete als Postbeamter. Im Alter von 24 Jahren wurde er im März 1939 in Wien von der Gestapo verhaftet und aufgrund homosexueller Handlungen im Sinne des § 129 I b des österreichischen Strafgesetzbuches im September 1939 durch das Wiener Landesgericht zu einer siebenmonatigen Haft verurteilt. Im Anschluss an die Haft wurde er an die Gestapo rücküberstellt, ins KZ Sachsenhausen gebracht und war ab Mai 1940 im KZ Flossenbürg interniert. Sexuelle Beziehungen mit Kapos und einem Blockältesten erleichterten Kohout manche Aspekte des Häftlingslebens und erhöhten ebenso wie die Unterstützung seiner Eltern, die ihm Geld schickten und regelmäßig vergebens Kontakt zu ihm aufnehmen wollten, seine Chancen, die Haftzeit zu überleben. Durch persönliche Beziehungen zum Lagerältesten wurde er in Flossenbürg selbst zum Kapo. Am 22. April 1945 gelang ihm nach einem Todesmarsch der Häftlinge von Flossenbürg ins KZ Dachau die Flucht aus der Gefangenschaft.
Nach dem Krieg war Kohout in Wien Angestellter in der Herstellung von Leder- und Schuhpflegemitteln sowie in der Textilindustrie. Er bemühte sich sein Leben lang um eine Entschädigung seitens der Republik Österreich bzw. um eine Anerkennung der Haftzeit als Beitragsersatzzeit für die Pension, ab den 1980er Jahren intensiviert durch Unterstützung der HOSI Wien und der Volksanwaltschaft. 1992 erhielt Kohout als einer der wenigen Häftlinge des Rosa Winkels die Haftzeit als Ersatzzeit auf die Pension angerechnet, jedoch bis zu seinem Tod 1994 nach mehreren Schlaganfällen keine Entschädigungssumme im Sinne des Opferfürsorgegesetzes.
Seinen Lebensgefährten Wilhelm Kröpfl lernte er 1946 kennen und blieb mit diesem bis zu seinem Tod zusammen. Dieser übergab einige Personalia Kohouts nach seinem Tod dem United States Holocaust Memorial Museum, darunter Briefe seiner Eltern, die ihn während seiner Haft nie erreicht haben, das Stück Stoff mit dem Rosa Winkel und seiner Häftlingsnummer sowie einzelne Tagebuchfragmente. Es handelt sich dabei um den einzigen erhaltenen Rosa Winkel, der einer identifizierten Person zugeschrieben wird. Kohout trat aus Rücksicht auf seine Familie nie mit seiner Geschichte an die Öffentlichkeit.
Kohout ist am Baumgartner Friedhof in Wien begraben.

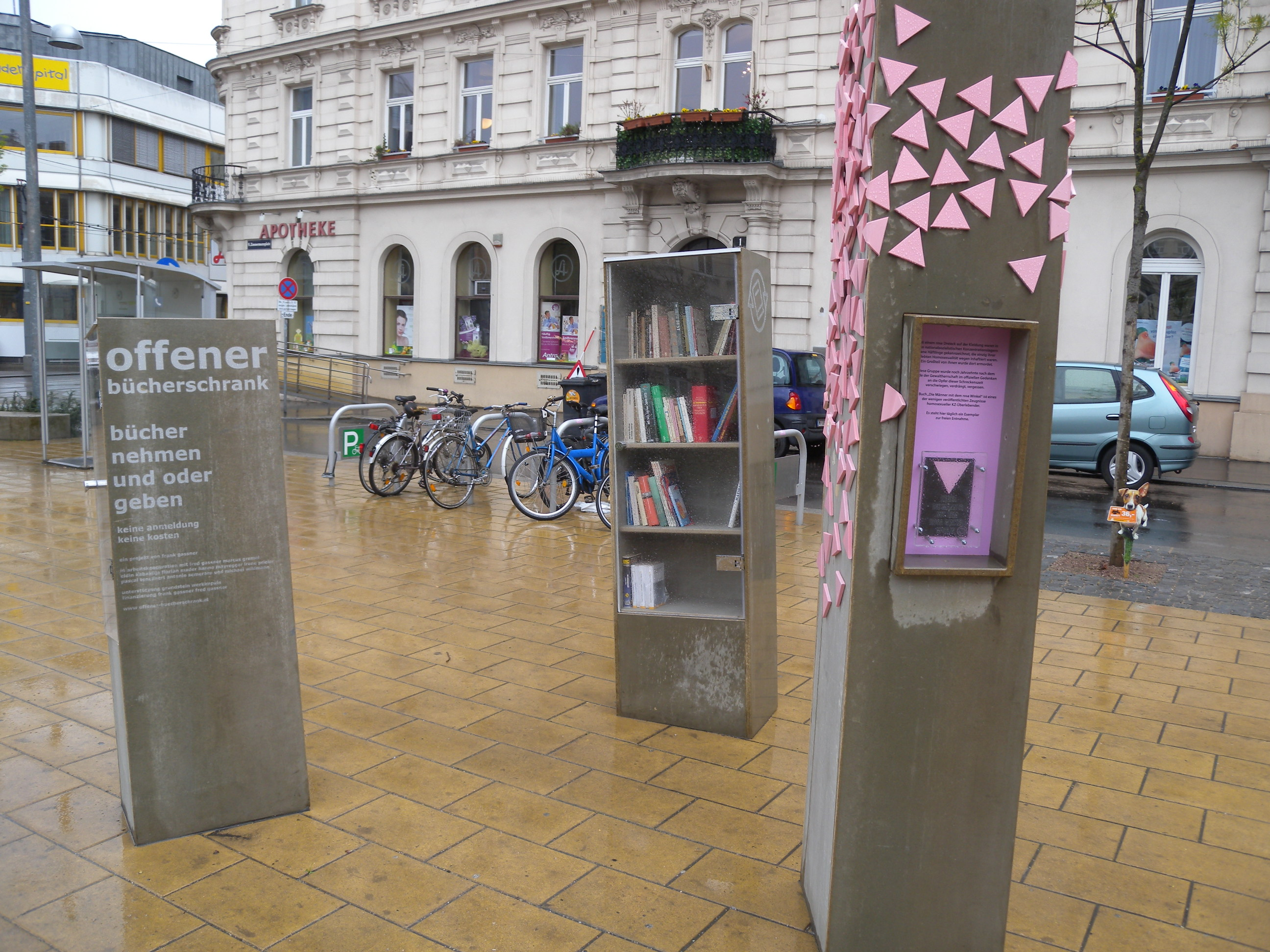
Offener Bücherschrank zum Gedenken an Heinz Heger am Heinz-Heger-Park

Am 8. Juni 2010 wurde eine kleine Grünfläche am Zimmermannplatz im Wiener Gemeindebezirk Alsergrund, an dem Kohout zu Lebzeiten wohnte, zum Gedenken Heinz-Heger-Park benannt.

## Die Männer mit dem Rosa Winkel
Hans Neumann, ein Bekannter Kohouts, führte zwischen 1965 und 1967 rund 15 Interviews mit ihm und nahm diese als Grundlage für das Buch Die Männer mit dem Rosa Winkel, das 1972 schließlich im Merlin Verlag veröffentlicht wurde. Durch die Ich-Erzählsituation entsteht der Eindruck, es handle sich um ein autobiographisches Buch. Kohout war nach den Interviews allerdings nicht mehr in die Entstehung des Buches involviert und las das fertige Manuskript nicht. Das Buch weist deshalb einige Unstimmigkeiten mit Kohouts Leben auf, die ihn selbst laut Kurt Krickler nicht störten: Seine siebenmonatige Haft wird mit sechs Monaten und die Verurteilung mit dem § 175 angegeben, der vor österreichischen Gerichten nicht zu tragen kam. Während die Ich-Figur in Die Männer mit dem Rosa Winkel zur Zeit ihrer Verhaftung Student ist, war Kohout tatsächlich Postbeamter.
Das Buch wurde in zahlreiche Sprachen übersetzt (u. a. ins Englische, Französische und Italienische) und hatte eine breite Wirkung. Erik Jansen sieht das Buch als einen Wendepunkt in der Geschichte der Schwulenbewegung, die kurze Zeit später begann, den Rosa Winkel als Symbol schwuler Identität zu verwenden, und ein Umdenken im bis dahin geringen Bewusstsein für die Verfolgung Homosexueller im Nationalsozialismus einleitete. Der französische KZ-Überlebende Pierre Seel begann ebenfalls über seine Erfahrungen zu sprechen und zu schreiben, nachdem er von dem Buch erfahren hatte. Die Männer mit dem Rosa Winkel war auch eine der Inspirationen für das 1979 uraufgeführte Theaterstück Bent des US-amerikanischen Schriftstellers Martin Sherman.

## Film
- Fritz Kalteis: Universum History – Verfolgte Liebe – Die Männer mit dem Rosa Winkel (Alternativtitel: Verbotenes Begehren – Der Mann mit dem rosa Winkel) mit Stefan Gorski als Josef Kohout, Österreich 2024[14]